# Grundarfjörður
Grundarfjörður é uma localidade na Islândia. Em 2018 tinha uma população de cerca de 834 habitantes.